# VII (album)
A VII a nyolcadik At Vance lemez, és egyben a visszatérés jelképe is. Lenk 2007-ben újraalapította az At Vance-t. Az új énekes Rick Altzi lett még 2006-ban, mellette Alex Landenburg dobosként és Manuel Walther basszusgitárosként csatlakozott az At Vance-hez. Olaf Lenk hivatalosan nem jelentette be 2005 végén csapata feloszlását, saját maga írta meg és játszotta fel az egész albumot. A VII névre keresztelt lemezen nincs egy feldolgozás vagy áthangszerelés sem, tíz saját szerzemény hallható rajta (eltekintve a bónusz számoktól). Rick Altzi hangja illik ehhez a keményebb Neo-Classical–Power metal stílushoz, bár a lemez kritikákat is kapott.

## Dalok
1. Breaking The Night 5:00
2. Shiver 5:07
3. Cold As Ice 3:06
4. Victory 4:28
5. Friendly Fire 5:34
6. Golden Leaves 4:06
7. Answer Me 7:22
8. Shine 4:44
9. Truth 2:55
10. Lost In Your Love 4:37

Bónusz számok (csak a Japán-ban kiadott lemezeken):
1. Cello Prelude In G Major (Bach feldolgozás) 1:48
2. Broken Vow (Live version) 4:00

## Az együttes tagjai
- Rick Altzi - ének
- Olaf Lenk - szólógitár, billentyűs hangszerek
- Manuel Walther - basszusgitár
- Alex Landenburg - dob